# Bernardine de Feltre
Bernardino de Feltre foi um Frade Menor e missionário.

## Vida
Nascido Martin Tomitani, ele pertencia à nobre família de Tomitano e era o mais velho de nove irmãos. Em 1456, quando era estudante de direito em Pádua, ouviu Tiago das Marcas pregar o curso quaresmal e foi inspirado a entrar na ordem franciscana, tomando o nome de Bernardino, em homenagem a Bernardino de Siena. Em maio daquele ano, juntou-se aos franciscanos "Observantine", um ramo austero dos frades franciscanos. Ele concluiu com sucesso seus estudos em Mântua e foi ordenado padre em 1463.